# Riverside (Washington)
Riverside és una població dels Estats Units a l'estat de Washington. Segons el cens del 2000 tenia 348 habitants.

## Demografia
Segons el cens del 2000, Riverside tenia 348 habitants, 143 habitatges, i 95 famílies. La densitat de població era de 151 habitants per km².
Dels 143 habitatges en un 30,1% hi vivien nens de menys de 18 anys, en un 49% hi vivien parelles casades, en un 11,9% dones solteres, i en un 32,9% no eren unitats familiars. En el 24,5% dels habitatges hi vivien persones soles l'11,9% de les quals corresponia a persones de 65 anys o més que vivien soles. El nombre mitjà de persones vivint en cada habitatge era de 2,43 i el nombre mitjà de persones que vivien en cada família era de 2,93.
Per edats la població es repartia de la següent manera: un 26,7% tenia menys de 18 anys, un 5,7% entre 18 i 24, un 27,9% entre 25 i 44, un 21,3% de 45 a 60 i un 18,4% 65 anys o més.
L'edat mediana era de 39 anys. Per cada 100 dones de 18 o més anys hi havia 104 homes.
La renda mediana per habitatge era de 23.125 $ i la renda mediana per família de 28.250 $. Els homes tenien una renda mediana de 28.750 $ mentre que les dones 19.375 $. La renda per capita de la població era d'11.297 $. Aproximadament el 12,9% de les famílies i el 18,4% de la població estaven per davall del llindar de pobresa.

## Poblacions més properes
El següent diagrama mostra les poblacions més properes.